# Jang Hye-jin
Jang Hye-jin (hangul: 장혜진; hanja: 張慧珍; rr: Jang Hye-jin; MR: Chang Hyejin; 5 de setembro de 1975 em Busan) é uma atriz sul-coreana, reconhecida principalmente por seu papel como Kim Chung-sook no galardoado filme Parasitas do cineasta Bong Joon-ho e por participar em alguns filmes do diretor e novelista Lee Chang-dong.

## Carreira
Hye-jin nasceu na cidade de Busan em 5 de setembro de 1975. Sua carreira como atriz iniciou na década de 1990, iniciando com um papel menor no longa metragem de 1998 If It Snows On Christmas. Começou a ganhar repercussão nos meios de seu país natal em meados da década de 2000 quando interpretou o papel de Park Myung-suk no filme dramático Milyang baixo a direcção do cineasta e novelista Lee Chang-dong e com seu aparecimento no seriado My Sweet Seoul da corrente SBS.
No final da década registou aparecimentos nos filmes Marine Boy de Yoon Jong-seok e Poesia do mencionado Lee Chang-dong. Em 2016 integrou a partilha do filme dramático de Yoon Ga-eun The World of Us e do filme Yongsoon de Shin Joon, dantes de interpretar o papel de Jung-hee no longa-metragem Mothers de Lee Dong-eun junto a Im Soo-jung, Yoon Chan-young e Lee Sang-hee.
Depois de realizar papéis de partilha em filme-los Adulthood e Youngju e na série de televisão Hold me Tight, a atriz conseguiu o reconhecimento internacional ao interpretar o papel principal de Kim Chung-sook no galardoado filme de Bong Joon-ho Parasitas, ganhadora de quatro Prêmios Óscar em 2020 nas categorias de melhor filme, melhor diretor, melhor roteiro original e melhor filme internacional. No filme encarna a uma mãe de família que obtém o posto de maneira irregular como ama de chaves de uma família abastada.

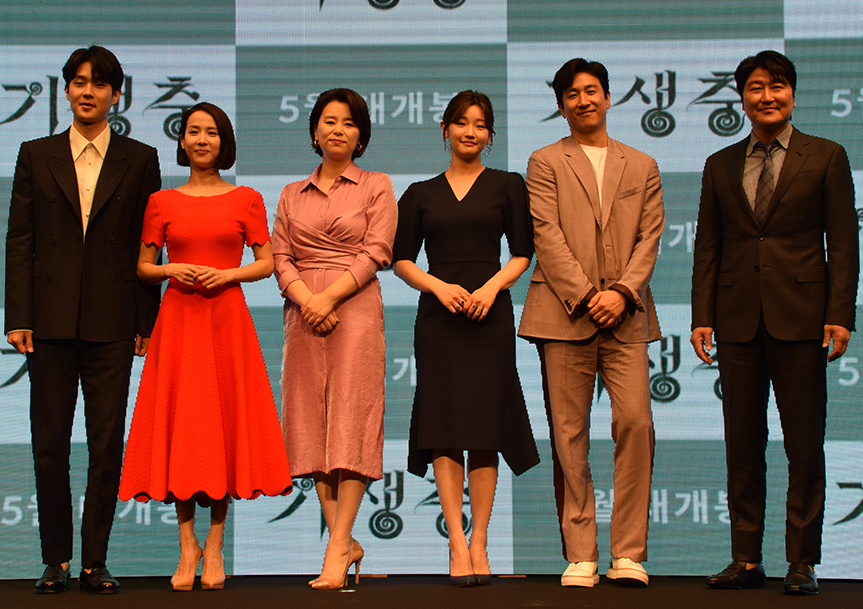
O elenco principal de Parasita em 2019, com os actores (da esquerda para direita) Choi Woo-shik, Cho Yeo-jeong, Jang Hye-jin, Park So-dam, Lee Sun-kyun e Song Kang-ho.

Depois de sua participação em Parasitas, a actriz figurou nas séries de televisão de 2020 A Piece of Your Mind, How to Buy a Friend, True Beauty e Birthcare Center, além de interpretar o papel de Seon-myeong no longa-metragem cómico de Choi Tem-na More Than Family junto a Krystal Jung e Choi Deok-moon.
Em 2021, ela interpretou o papel de Dama da Corte Seo no drama histórico da MBC The Red Sleeve. E em 2022 ela estrela a série de televisão da JTBC Green Mothers' Club.

## Filmografia

### Cinema
| Ano  | Título                   | Papel                 |
| ---- | ------------------------ | --------------------- |
| 1998 | If It Snows On Christmas | Secretária            |
| 2007 | Secret Sunshine          | Park Myung-suk        |
| 2009 | Marine Boy               | Delegada de imigração |
| 2010 | Poetry                   | Nuera do senhor Kang  |
| 2012 | Saying I Love You        | Seu-ji                |
| 2016 | The World of Us          | Mãe                   |
| 2016 | Yongsoon                 | Mulher no restaurante |
| 2017 | Mothers                  | Jung-hee              |
| 2018 | Adulthood                | Cuñada de Jum-hee     |
| 2018 | Youngju                  | Tia                   |
| 2019 | Parasite                 | Kim Chung-sook        |
| 2019 | The House of Us          | Mãe de Seon           |
| 2019 | Family Affair            | Meu Jung              |
| 2020 | More Than Family         | Seon-myeong           |
| 2023 | Soulmate                 | Mãe de Hae-eun        |

### Televisão
| Ano       | Título                   | Papel                | Corrente | Notas                  |
| --------- | ------------------------ | -------------------- | -------- | ---------------------- |
| 2008      | My Sweet Seoul           |                      | SBS      |                        |
| 2018      | Hold Me Tight            | Baek So-jin          | MBC      |                        |
| 2019      | When the Camellia Blooms | Park Young-sim       | KBS2     |                        |
| 2019–20   | Crash Landing on You     | Go Myeong-eun        | tvN      |                        |
| 2020      | A Piece of Your Mind     | Têm Seo-woo's mother | tvN      | Cameo                  |
| 2020      | How to Buy a Friend      | Jo Pyung-seop        | KBS2     |                        |
| 2020      | Memorials                | Kim Sam-suk          | KBS2     |                        |
| 2020      | Birthcare Center         | Choi Hye-suk         | tvN      | 8 episódios            |
| 2020–2021 | True Beauty              | Hong Hyun-suk        | tvN      |                        |
| 2021      | Hospital Playlist 2      | Mãe de Chu Min-ha    | tvN      | cameo                  |
| 2021      | Reflection of You        | Ahn Min-seo          | JTBC     |                        |
| 2021      | The Red Sleeve           | Dama da Corte Seo    | MBC TV   | [ 18 ]                 |
| 2022      | Green Mothers' Club      | Kim Young-mi         |          | [ 19 ]                 |
| 2022      | The Law Cafe             | Kim Cheon-daek       |          | [ 20 ] [ 21 ]          |
| 2022      | Curtain Call             | Oh Ga-young          |          | Cameo (episódios 1, 7) |
| 2023      | Longing for You          | Hong Young-hee       |          | [ 23 ]                 |
| 2023      | The Matchmakers          | Dama Song            |          | [ 24 ]                 |
|           | A Time Called You        | Bae Mi-young         | Netflix  |                        |
| 2024      | Doctor Slump             | Kong Wol-seon        |          |                        |

## Prêmio e indicações
| Cerimônia de premiação       | Ano  | Categoria                                     | Nomeado(s) /Trabalho(s) | Resultado | Ref.   |
| ---------------------------- | ---- | --------------------------------------------- | ----------------------- | --------- | ------ |
| Baeksang Arts Awards         | 2022 | Melhor Atriz Coadjuvante – Televisão          | The Red Sleeve          | Indicado  | [ 25 ] |
| Buil Film Awards             | 2019 | Melhor Atriz Coadjuvante                      | Parasite                | Indicado  | [ 26 ] |
| Critics' Choice Awards       | 2020 | Best Acting Ensemble                          | Parasite                | Indicado  | [ 27 ] |
| Gold Derby Awards            | 2020 | Best Ensemble                                 | Parasite                | Venceu    |        |
| Golden Cinematography Awards | 2021 | Melhor Atriz Coadjuvante                      | More Than Family        | Venceu    | [ 28 ] |
| MBC Drama Awards             | 2021 | Melhor Atriz Coadjuvante                      | The Red Sleeve          | Venceu    | [ 29 ] |
| Screen Actors Guild Awards   | 2020 | Excelente desempenho de um elenco em um filme | Parasite                | Venceu    | [ 30 ] |